# Board-foot
Board-foot é uma unidade de medida especializada para o volume de madeira nos Estados Unidos e Canadá. Corresponde ao volume de um pé de comprimento, por um pé de largura e uma polegada de altura.
Board-foot pode ser abreviado para FBM (para "foot, board measure"), BDFT ou BF. Mil board-feet pode ser abreviado para MFBM, MBFT ou MBF. De modo similar, um milhão de board-feet pode ser abreviado para MMFBM, MMBFT, ou MMBF.
Múltiplos de FBM:
- FBM: 1 board-foot
- MFBM: 1000 board-feet
- MMFBM: 1000000 board-feet

Na Austrália e na Nova Zelândia o termo super foot ou superficial foot são usados como sinônimos.
Um board-foot equivale a:
- 1 ft × 1 ft × 1 in;
- 12 in × 12 in × 1 in;
- 30.48 cm × 30.48 cm × 2.54 cm;
- 144 in3;
- 1⁄12 ft3;
- 2360 cm3;
- 2.360 L;
- 0.002360 m3;
- 0.002360 st;
- 1/1980 padrão Petrograd de tábua.